# João Cravinho

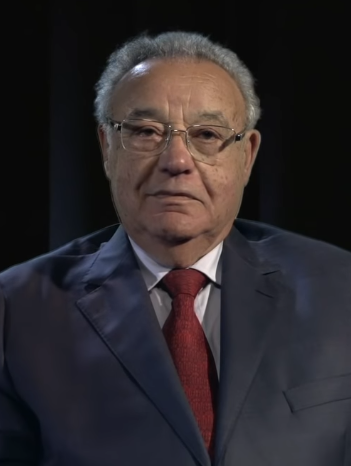
João Cravinho, 2020

João Cardona Gomes Cravinho (* 19. September 1936 in Angola; † 16. April 2025) war ein portugiesischer Politiker des Partido Socialista (PS).

## Werdegang
Cravinho beendete sein Ingenieursstudium mit Abschluss. Von 1980 bis 1983, 1985 bis 1989, 1994 bis 1995 und von 1999 bis 2009 war er Abgeordneter in der Assembleia da República. Außerdem war er von 1989 bis 1994 Abgeordneter im Europaparlament und wurde dort zum Vizepräsidenten gewählt.
Im Kabinett von Ministerpräsident António Guterres war er vom 30. Januar 1995 bis 25. Oktober 1999 Minister für Planung und Liegenschaftsverwaltung. Im Zuge einer Kabinettsumbildung erhielt er am 15. Januar 1996 auch das Ressort für soziale Einrichtungen.
Sein Vorstoß zur Bekämpfung der Korruption wurde 2006 vom portugiesischen Parlament abgelehnt. Nach seinem Ausscheiden aus dem Parlament ging er als Direktor zur Europäischen Bank für Wiederaufbau und Entwicklung.

## Familie
Cravinhos Sohn João Gomes Cravinho wurde 2018 Verteidigungsminister Portugals und war von März 2022 bis April 2024 Außenminister seines Landes.

## Ehrungen
- 1998: Großkreuz des spanischen Verdienstordens
- 1999: Großkreuz des Verdienstordens der Bundesrepublik Deutschland
- 2005: Großkreuz des portugiesischen Christusordens
- 2005: Großkreuz des chilenischen Verdienstordens